# 이홍장 (1926년)
이홍장(李洪章, 1926년 6월 10일 ~  1945년 8월 12일)은 한국의 독립운동가이다.

## 생애

### 독립운동
전라남도 해남군 삼산면에서 거부 집안의 장남으로 태어났다. 어려서 총명했다고 하며, 일본 도쿄 정칙학원 중학교로 유학했다. 중학교 3학년인 1942년에 지하 결사조직이던 일진회를 결성하여 독립운동을 벌였다. 만주로 망명하려다 적발되면서 체포되었다. 재판에서 '나는 이미 나라에 목숨을 바쳤다'라며 법관을 향해 침을 뱉었다고 한다. 1944년 6월 대구지방법원에서 치안유지법 및 육군형법 위반 혐의로 5년형을 선고받고 소년원에서 복역했다.
김천소년원에서 복역 중 1945년 4월에 형집행정지로 석방되었다. 하지만 고문 후유증으로 나날이 수척해지던 이홍장은 "살 날이 얼마 남지 않았다."라고 털어놓으면서, 전기고문 등 각종 고초를 당했고 정체 모를 주사들을 맞았다고 한다. 출옥하는 날에는 한 간수가 "아까운 사람아, 당신이 맞은 주사가 좋은 게 아니오. 얼마 남지 않았으니 좋은데 가서 사시오." 하며 눈물을 흘렸다고도 한다. 8·15 광복을 3일 앞둔 8월 12일에 사망했다.

### 사후
장지는 일본 경찰의 횡포로 장례도 제대로 치르지 못하고 뒷산에 안장되었다. 모친은 3년 후에 화병으로 사망했다. 이홍장은 일본의 횡포로 자료가 없어 오랫동안 공적을 인정받지 못하다가 동생 이창훈이 한 향토 사학자가 쓴 삼산면 역사책에 이홍장 항목에 '반일 학생운동 주모자로 징역 5년형을 선고받았으며, 병보석으로 귀가했으나 사망했다.'라는 내용의 자료를 발견하면서 차츰 추가 자료를 보완 중 국가보훈처에서도 수감 기록확인이 되면서 2011년에 공적을 인정받아 건국훈장 애국장이 추서되었다.

## 같이 보기
- 윤동주